# Everything is a Remix
Everything is a Remix és una sèrie documental escrita, dirigida i produïda pel cineasta canadenc Kirby Ferguson entre 2010 i 2012. Els seus episodis descriuen diferents processos d'influència artística i tècnica en la història de la civilització humana.

## Llista d'episodis
- Part 1: The Song Remains the Same:[2] aquest episodi analitza com les influències musicals han estat remesclades per diferents artistes al llarg de la història (l'evolució del hip hop, Led Zeppelin, Kanye West…)
- Part 2: Remix Inc.:[3] estudia la creació cinematogràfica com a art de la remescla, exemplificant-ho amb Star Wars i les pel·lícules de Tarantino.
- Part 3: The Elements of Creativity:[4] explora els orígens i l'essència de la creativitat a través de la història de la computació, que consisteix en un llarg procés d'experimentació i descobriments només assolibles col·lectivament.
- Part 4: System Failure:[5] explica la impossiblitat d'establir uns límits concrets en conceptes com "originalitat" o "propietat intel·lectual".